# Christoph Staude (Komponist)
Christoph Staude (* 30. September 1965 in München) ist ein deutscher Komponist.

## Leben
Staude studierte 1984–86 an der Hochschule der Künste Berlin bei Witold Szalonek sowie 1986–91 an der Musikhochschule Frankfurt bei Rolf Riehm und Bernhard Kontarsky. Seit 1995 lebt er als freischaffender Komponist auf der Raketenstation/Museum Insel Hombroich bei Neuss. Dort initiierte er 1997 die Reihe Hombroich: Neue Musik. Er erhielt u. a. Aufträge und Rundfunkproduktionen vom SWR Baden-Baden für die Donaueschinger Musiktage, WDR Köln für die Wittener Tage für neue Kammermusik, HR Frankfurt, SDR Stuttgart, BR München und dem AUDI-AG-Kulturfond, Ingolstadt.

## Ehrungen
- 1986/87 Preisträger beim Wettbewerb der Landeshauptstadt Stuttgart für junge Komponisten
- 1987 1. Preis beim Kompositionswettbewerb des International Center of New Music Sources (ICONS), Turin
- 1988 Preisträger beim Kompositionswettbewerb des Trio Basso Köln; 2. Preis beim Wettbewerb der Landeshauptstadt Stuttgart
- 1992 Stipendienaufenthalt im Deutschen Studienzentrum Venedig
- 1999 2. Preis beim Kompositionswettbewerb der musik-theater-werkstatt am Staatstheater Wiesbaden
- 2003 Preisträger im internationalen Kompositionswettbewerb der Elisabeth-Schneider-Stiftung Freiburg
- 2005 Förderungspreis des Kunstpreises Berlin

## Werke (Auswahl)
Bühnenwerk
- Wir. Musiktheaterstück. Libretto: Hans-Georg Wegner (nach dem gleichnamigen Roman von Jewgeni Samjatin). UA 2006 München (Münchener Biennale)

Orchesterwerke
- Anangke (1985). 2. Sinfonisches Fragment
- Schacht (1986). 3. Sinfonisches Fragment
- 3 Noirailles (1993)
- Areal, Landschaft für Klavier und Orchester (1997). UA 2002 München, Münchner Philharmoniker, Ltg. G. Schmöhe, Jan Philip Schulze, Klavier
- Kohinoor, Skizze zur Reise des Simurgh (2004/05). UA 2005 Saarbrücken, RSO Saarbrücken, Ltg. P. Marchbank

Vokalkompositionen
- Psalm 88 (1986) für dreistimmig gemischten Chor und Orchester
- Le Livre des Météores, Szenarium in 7 Installationen (1989/90) für Sopran, Bariton und Orchester
- Trifoglio (2000) für Altstimme und Streichquartett. Texte: Yagi Jūkichi, Ossip Mandelstam, Tsangyang Gyatso
- Kodex (2001) für Sopran und 7 Instrumentalisten (Text: aus dem Nürnberger Kodex des IPPNW, 1947). UA Nürnberg (Pegnitzschäfer-Klangkonzepte)
- Seven last words (2004) für Sopran und Klavier nach James Joyce
- Eines Schattens Traum (2008) für Chor und Orchester

Kammermusik
- Eisharmonie (1985) für zwei Klaviere zu zwölf Händen
- Streichquartett I (1986). UA Turin, Arditti Quartett
- Befund. Streichquartett II (1988)
- All’aperto. 18 Scherben (Streichquartett III) (1992)
- Fundament (1999). Bruchstück für Orgel
- Per speculum in aenigmate (1999) für Klarinette, Violine, Violoncello und Klavier
- Interior Zone (2002) für Ensemble. UA Hombroich, ensemble recherche
- Streichquartett VI (2003)

Veröffentlichungen auf CD
- Nachbild für Viola sola (1986); Intersound GmbH München ISPV163CD, Eckart Schloifer, Vla.
- Obduktion (1988) für Saxophon solo; New Saxophone Chamber Music WWE 1CD 31890 col legno, Johannes Ernst, Sax.
- Morpheus, Tanz/-Szene für 6 Schlagzeuger (1990); Donaueschinger Musiktage 1990, col legno AU 31819
- Intercut / Zwischenschnitt. Fünfzehn Fundstücke für Sextett (1999). Dokumentation Wittener Tage für neue Kammermusik 1999
- Streichtrio. Le Grand ciel gris. Nâkodschâyistân. Deutscher Musikrat, Edition Zeitgenössische Musik (Porträt-CD), Wergo-6546-2, 2000